# Hipólito Rincón Povedano
Hipólito Rincón Povedano (Madrid, 28 d'abril de 1957), conegut com a Poli Rincón, és un exfutbolista espanyol que jugava com a davanter. Va ser internacional amb la selecció espanyola. Exerceix en l'actualitat com a col·laborador del programa radiofònic Tiempo de juego de la COPE.

## Trajectòria
Rincón va iniciar la seva carrera en el Reial Madrid Castella. Més tard, va passar pel Díter Zafra, pel Recreativo de Huelva, pel Reial Valladolid, pel Reial Madrid (de 1978 a 1981, on va guanyar dues lligues) i finalment va completar la seva carrera en el Reial Betis (de 1981 a 1989), on va viure la seva època més destacada, aconseguint la internacionalitat amb la selecció espanyola (va jugar a la Copa del Món de 1986), sent màxim golejador de primera divisió en la temporada 1982/83 i també aconseguint la final de la copa de la lliga de 1986.
En les vuit temporades que va jugar al Betis, va marcar un total de 105 gols oficials (78 en lliga, 12 a la copa, 4 en copa de la lliga, 1 en la copa de la UEFA i 10 amb la selecció espanyola), convertint-se en el màxim golejador de la història del club bètic a primera divisió amb 78 gols en 223 partits.

## Palmarès
- 2 lligues espanyoles (Primera Divisió): 1978/79 i 1979/80.
- 1 copa d'Espanya (Copa del Rei): 1979/80.
- 1 trofeu Pitxitxi: 1982/83.